# Череповецкий государственный университет
Черепове́цкий госуда́рственный университе́т (ЧГУ) — высшее учебное заведение Череповца в Вологодской области. 
Один из региональных опорных университетов.

## История
Создан в 1996 году в результате объединения Череповецкого государственного индустриального института (создан 1 июля 1993 года на базе Череповецкого филиала Вологодского политехнического института, который был создан в 1986 году на базе индустриального факультета Череповецкого филиала СЗПИ (создан в 1956 году как учебно-консультативный пункт Северо-Западного политехнического института заочного обучения) и строительного факультета Вологодского политехнического института) и Череповецкого государственного педагогического института (создан в 1875 году как Вологодская учительская семинария; в 1919 году преобразована в Череповецкий институт народного образования; с 1939 года — Череповецкий учительский институт; с 1954 года — Череповецкий государственный педагогический институт).
Является членом Евразийской ассоциации университетов с 2002 года.
В апреле 2017 года стал одним из региональных опорных университетов.

## Структура университета
В составе университета пять институтов:
- Институт информационных технологий
  - Кафедра информационной безопасности
  - Кафедра математического и программного обеспечения ЭВМ
  - Кафедра математики и информатики
  - Кафедра киберфизических систем
- Гуманитарный институт
  - Кафедра германской филологии и межкультурных коммуникаций
  - Кафедра истории и философии
  - Кафедра иностранных языков
  - Кафедра отечественной филологии и прикладных коммуникаций
  - Кафедра связей с общественностью, журналистики и рекламы
  - Кафедра социологии и социальных технологий
- Инженерно-технический институт
  - Кафедра дизайна архитектурной среды
  - Кафедра металлургии, машиностроения и технологического оборудования
  - Кафедра строительства
  - Кафедра теплоэнергетики и теплотехники
  - Кафедра транспортных средств и техносферной безопасности
  - Кафедра электроэнергетики и электротехники
  - Кафедра химических технологий
- Институт педагогики и психологии
  - Кафедра дефектологического образования
  - Кафедра дошкольного образования
  - Кафедра начального образования, общей и социальной педагогики
  - Кафедра психологии
  - Кафедра профессионального и технологического образования
- Бизнес-школа (институт)
  - Кафедра экономики и управления

Один факультет:
- Факультет биологии и здоровья человека;
  - Кафедра биологии
  - Кафедра теории и методики физической культуры и спорта
  - Кафедра физической культуры
- Педагогический колледж

## Студенческие организации
1. Объединённый совет обучающихся, в который входят представители всех общественных объединений и организаций Череповецкого госуниверситета.
2. ЧГМОО «Объединение студентов ЧГУ». Создана в 1998 году[8].
3. Студенческая психологическая служба. Создана в 2007 году при кафедре психологии Института педагогики и психологии. Деятельность службы направлена на психологическую помощь студентам в процессе их обучения в вузе[9].
4. Студенческие советы всех институтов и факультета, а также общежитий.
5. Студенческие отряды.
6. Волонтерский центр университета «Мира».

## Статус университета
Университет успешно прошёл три комплексные оценки деятельности: февраль 2001 года, февраль 2006 года и февраль 2011 г.
В сентябре 2005 года награждён дипломом Российского союза промышленников и предпринимателей «За вклад в подготовку нового поколения профессионалов и эффективное партнерство в бизнесе» . По оценкам работодателей среди классических университетов России ЧГУ занимает 53 место среди 120 ведущих вузов России (рассматривался рейтинг востребованности, в опросе участвовало около 600 работодателей).
В 2008 г. ЧГУ получил первый сертификат качества. Сертификат СМК подтверждает, что система менеджмента качества ЧГУ признана соответствующей стандарту ISO 9001:2000 в отношении проектирования, разработки и осуществления образовательной деятельности в сфере высшего профессионального образования (независимо от формы обучения и условий освоения образовательных программ, в соответствии с областью лицензирования и государственной аккредитации).
Ежегодно Череповецкий государственный университет признается эффективным по результатам  мониторинга вузов, проводимого Минобрнауки РФ.

## Ректоры
- 1996—2009: Грызлов, Владимир Сергеевич[13]
- 2009—2020: Афанасьев, Дмитрий Владимирович[14]
- 2020—2021: Стрижов Александр Николаевич (врио)
- 2021—2023: Целикова Екатерина Викторовна[15]
- 2023 — н. в.: Лягинова Ольга Юрьевна

## Известные выпускники
- Валерий Вениаминович Воронов
- Дмитрий Вячеславович Новицкий
- Евгений Владимирович Макеев
- Вадим Александрович Шипачёв
- Максим Валерьевич Чудинов